# Tshofa
Tshofa er en lille landsby in Den Demokratiske Republik Congo. Byen ligger i provinsen Lomami, ca. 125 km nordøst for byen Kabinda. Før 2015 lå byen i provinsen Kasaï Oriental. Lokaliteten er beliggende i nærheden af sammenløbet af Ludimbi med Lomami-floden.
Den kvindelige forfatter Clémentine Faïk-Nzuji Maduya, søster til historikeren Baleka-Bamba Nzuji, blev født i byen i 1944.